# 106
Glej tudi: število 106
106 (CVI) je bilo navadno leto, ki se je po julijanskem koledarju začelo na četrtek.

## Dogodki
- 1. januar